# Thomas Scholl
Thomas Scholl (* 25. Mai 1956) ist ein ehemaliger deutscher Rudersportler, der bei Weltmeisterschaften eine Silber- und eine Bronzemedaille gewann.

## Sportliche Karriere
Scholl nahm von 1972 bis 1974 dreimal an Junioren-Weltmeisterschaften teil. 1972 wurde er mit dem Achter Zweiter, 1973 gewann er mit dem Vierer ohne Steuermann und 1974 wurde er Vierter mit dem ungesteuerten Vierer. 1976 ruderte Scholl beim Match des Seniors, einer Vorläuferveranstaltung der U23-Weltmeisterschaften im deutschen Achter und belegte den dritten Platz. Ein Jahr später war er bei den Weltmeisterschaften 1977 Mitglied des Deutschland-Achters, die Crew erkämpfte die Bronzemedaille hinter den Booten aus der DDR und aus der Sowjetunion. 1978 bei den Weltmeisterschaften in Neuseeland überquerte der westdeutsche Achter die Ziellinie mit weniger als einer Sekunde Rückstand auf den Achter aus der DDR und zwei Sekunden Vorsprung auf die drittplatzierten Neuseeländer. Bei den Weltmeisterschaften 1979 ruderte der Deutschland-Achter im B-Finale und belegte insgesamt den neunten Rang.
Scholl ruderte für den Mainzer Ruder-Verein von 1878.